# Edward Skibiński
Edward Józef Skibiński – polski historyk, dr hab. nauk humanistycznych, profesor nadzwyczajny Instytutu Historii Wydziału Historii Uniwersytetu im. Adama Mickiewicza w Poznaniu.

## Życiorys
29 czerwca 1994 obronił pracę doktorską Gramatyka i retoryka w Kronice Polskiej mistrza Wincentego Kadłubka, 28 czerwca 2010 habilitował się na podstawie pracy zatytułowanej Przemiany władzy. Narracja koncepcja Anonima tzw. Galla i jej podstawy. Został zatrudniony na stanowisku adiunkta w Instytucie Historii na Wydziale Historii Uniwersytetu im. Adama Mickiewicza.
Objął funkcję profesora nadzwyczajnego w Instytucie Historii na Wydziale Historii Uniwersytetu im. Adama Mickiewicza w Poznaniu.